# أحمد بن يوسف الأزدي
أحمد بن يوسف بن خالد بن سالم بن زاوية. أبو الحسن، الأزدي، السلمي. من أئمة ورواة الحديث الحفاظ وكان ثقة. ويلقب بحمدان، وهو جد الزاهد إسماعيل بن نجيد، ولد سنة اثنتين وثمانين ومائة. وكان أحمد بن يوسف أزديا سلمي الأم، فغلب عليه السلمي. وكان محدث خراسان في زمانه. توفي سنة أربع وستين ومائتين.

## روايته للحديث النبوي
- سمع الجارود بن يزيد وحفص بن عبد الرحمن وحفص بن عبد الله وهاشم بن القاسم قيصر ومحمد بن عبيد الطنافسي وموسى بن داود وعبد الرزاق وطبقتهم.
- سمع بالري من: عيسى بن جعفر القاضي ومحمد بن يحيى بن الضريس وسليمان بن داود القزاز، وببغداد من أبي النضر ومحمد بن جعفر المدائني وموسى بن داود ومنصور بن سلمة.
- وذكره الحافظ ابن عساكر، فقال : حدث عن جعفر بن عون ومحمد بن عبيد والعقدي والفريابي وأبي مسهر ويحيى بن أبي بكير وسمى خلقا.
- حدث عنه: مسلم وأبو داود والنسائي وابن ماجه وإبراهيم بن أبي طالب وابن خزيمة وأبو حامد بن الشرقي وأبو بكر بن زياد وأبو حامد بن بلال ومكي بن عبدان ومحمد بن الحسين القطان وعدد كثير.

## أقوال العلماء فيه
الجرح والتعديل
- أبو حاتم بن حبان البستي: كان راويا لعبد الرزاق ثبتا فيه.
- أبو عبد الله الحاكم النيسابوري: أحد أئمة الحديث، كثير الرحلة، واسع الفهم، مقبول عند الأئمة في الأقطار.
- أبو يعلى الخليلي: ثقة مأمون.
- أحمد بن شعيب النسائي: ليس به بأس، ومرة: صالح.
- الدارقطني: ثقة نبيل.
- الذهبي: حافظ جوال.
- مسلم بن الحجاج النيسابوري: ثقة.
- مسلمة بن القاسم الأندلسي: لا بأس به.